# アユ
アユ（鮎、香魚、年魚、銀口魚、記月魚Plecoglossus altivelis）は、キュウリウオ目に分類される、川や海などを回遊する魚である。「清流の女王」とも呼ばれている。なお、漢字の「鮎」は、中国ではナマズを指し、アユという意味は日本での国訓である。

## 分類
アユ科 Plecoglossidae とされたこともあったが、Nelson (2006) は、キュウリウオ科の下に単型のアユ亜科 Plecoglossinae を置く分類を提唱した。ミトコンドリア遺伝子に対する分子系統解析では、キュウリウオ科で最も早く分岐した種であることが示されている（下図）。
| アユ亜科 | アユ |
|          | アユ |
|          | \| \| キュウリウオ など \| \| \| \| \| \| ワカサギ・シシャモ など \| \| \| \| \| \| カラフトシシャモ など \| \| \| \| \| \| シラウオ・アリアケシラウオ・ヒメシラウオ など \| \| \| \| |
|          | |
|          | キュウリウオ など |
|          | |
|          | ワカサギ・シシャモ など |
|          | |
|          | カラフトシシャモ など |
|          | |
|          | シラウオ・アリアケシラウオ・ヒメシラウオ など |
|          | |

|  | キュウリウオ など                             |
|  |                                               |
|  | ワカサギ・シシャモ など                       |
|  |                                               |
|  | カラフトシシャモ など                         |
|  |                                               |
|  | シラウオ・アリアケシラウオ・ヒメシラウオ など |
|  |                                               |

| アユ亜科 | アユ |
|          | アユ |
|          | \| \| キュウリウオ など \| \| \| \| \| \| ワカサギ・シシャモ など \| \| \| \| \| \| カラフトシシャモ など \| \| \| \| \| \| シラウオ・アリアケシラウオ・ヒメシラウオ など \| \| \| \| |
|          | |
|          | キュウリウオ など |
|          | |
|          | ワカサギ・シシャモ など |
|          | |
|          | カラフトシシャモ など |
|          | |
|          | シラウオ・アリアケシラウオ・ヒメシラウオ など |
|          | |

|  | キュウリウオ など                             |
|  |                                               |
|  | ワカサギ・シシャモ など                       |
|  |                                               |
|  | カラフトシシャモ など                         |
|  |                                               |
|  | シラウオ・アリアケシラウオ・ヒメシラウオ など |
|  |                                               |

| アユ亜科 | アユ |
|          | アユ |
|          | \| \| キュウリウオ など \| \| \| \| \| \| ワカサギ・シシャモ など \| \| \| \| \| \| カラフトシシャモ など \| \| \| \| \| \| シラウオ・アリアケシラウオ・ヒメシラウオ など \| \| \| \| |
|          | |
|          | キュウリウオ など |
|          | |
|          | ワカサギ・シシャモ など |
|          | |
|          | カラフトシシャモ など |
|          | |
|          | シラウオ・アリアケシラウオ・ヒメシラウオ など |
|          | |

|  | キュウリウオ など                             |
|  |                                               |
|  | ワカサギ・シシャモ など                       |
|  |                                               |
|  | カラフトシシャモ など                         |
|  |                                               |
|  | シラウオ・アリアケシラウオ・ヒメシラウオ など |
|  |                                               |

| アユ亜科 | アユ |
|          | アユ |
|          | \| \| キュウリウオ など \| \| \| \| \| \| ワカサギ・シシャモ など \| \| \| \| \| \| カラフトシシャモ など \| \| \| \| \| \| シラウオ・アリアケシラウオ・ヒメシラウオ など \| \| \| \| |
|          | |
|          | キュウリウオ など |
|          | |
|          | ワカサギ・シシャモ など |
|          | |
|          | カラフトシシャモ など |
|          | |
|          | シラウオ・アリアケシラウオ・ヒメシラウオ など |
|          | |

|  | キュウリウオ など                             |
|  |                                               |
|  | ワカサギ・シシャモ など                       |
|  |                                               |
|  | カラフトシシャモ など                         |
|  |                                               |
|  | シラウオ・アリアケシラウオ・ヒメシラウオ など |
|  |                                               |

## 名称

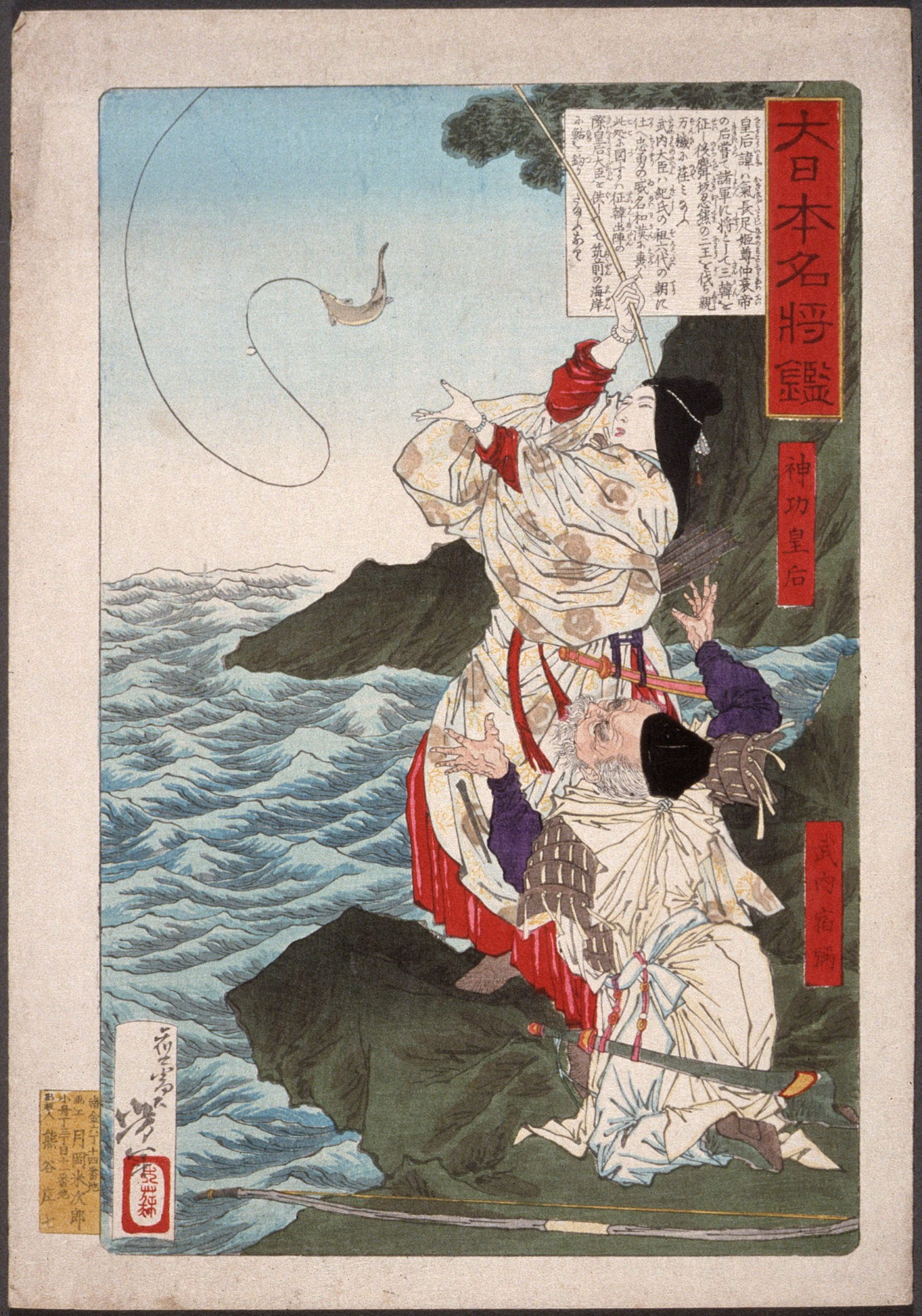
神功皇后が新羅征討の前に釣り占いを行い、アユが釣れ、勝利を確信したという故事を描いたもの。月岡芳年筆。日本書紀では「細鱗魚」と記された

漢字表記としては、香魚（独特の香気をもつことに由来）、年魚（一年で一生を終えることに由来）、銀口魚（泳いでいると口が銀色に光ることに由来）、渓鰮（渓流のイワシの意味）、細鱗魚（鱗が小さい）、国栖魚（奈良県の土着の人々・国栖が吉野川のアユを朝廷に献上したことに由来）、鰷魚（江戸時代の書物の「ハエ」の誤記）など様々な漢字表記がある。また、アイ、アア、シロイオ、チョウセンバヤ（久留米市）、アイナゴ（幼魚・南紀）、ハイカラ（幼魚）、氷魚（幼魚）など地方名、成長段階による呼び分け等によって様々な別名や地方名がある。
アユの語源は、秋の産卵期に川を下ることから「アユル」（落ちるの意）に由来するとの説や神前に供える食物であるというところから「饗（あえ）」に由来するとの説など諸説ある。
現在の「鮎」の字が当てられている由来は諸説あり、神功皇后が肥前国松浦郡の玉島川でアユを釣って戦いの勝敗を占ったとする説 、アユが一定の縄張りを独占する（占める）ところからつけられた字であるというものなど諸説ある。アユという意味での漢字の鮎は奈良時代ごろから使われていたが、当時の鮎はナマズを指しており、記紀を含めほとんどがアユを年魚と表記している。
中国で漢字の「鮎」は古代日本と同様ナマズを指しており、中国語でアユは、「香魚（シャンユー、xiāngyú）」が標準名とされている。地方名では、山東省で「秋生魚」、「海胎魚」、福建省南部では「溪鰛」、台湾では「𫙮魚」、「國姓魚」とも呼ばれる。
俳句の季語として「鮎」「鵜飼」はともに夏をあらわすが、春には「若鮎」、秋は「落ち鮎」、冬の季語は「氷魚（ひお、ひうお）」と、四季折々の季語に使用されている。

## 特徴

### 形態
成魚の全長は最大30センチメートルを超すが、地域差や個体差があり、10センチメートルほどで性成熟するものもいる。若魚は全身が灰緑色で背鰭が黒、胸びれの後方に大きな黄色の楕円形斑が一つある。秋に性成熟すると橙色と黒の婚姻色が発現する。体型や脂鰭を持つなどの特徴がサケ科に類似する。口は大きく目の下まで裂けるが、唇は柔らかい。歯は丸く、櫛（くし）のような構造（櫛状歯）である。

### 分布
北海道・朝鮮半島からベトナム北部まで東アジア一帯に分布する。石についた藻類を食べるという習性から、そのような環境のある河川に生息し、長大な下流域をもつ大陸の大河川よりも、日本の川に適応した魚である。天塩川が日本の分布北限。遺伝的に日本産海産アユは南北2つの群に分けられる。中国では、河川環境の悪化でその数は減少しているが、2004年に長江下流域でも稚魚が発見された報告があるなど、現在も鴨緑江はじめ、遼東半島以南の一帯に生息している。また、中国では浙江省などで放流や養殖実験が行われている。台湾でも中部（西岸では濁水渓以北、東岸では三桟渓以北）で生息していたが、現在は絶滅が危惧されている。

## 亜種

### 模式亜種
Plecoglossus altivelis altivelis (Temminck et Schlegel, 1846)。
「アユ」を亜種 P. a. altivelis とすることもある。

#### オオアユ
琵琶湖のコアユに対し、両側回遊する通常の個体群をオオアユと呼ぶ。

#### コアユ

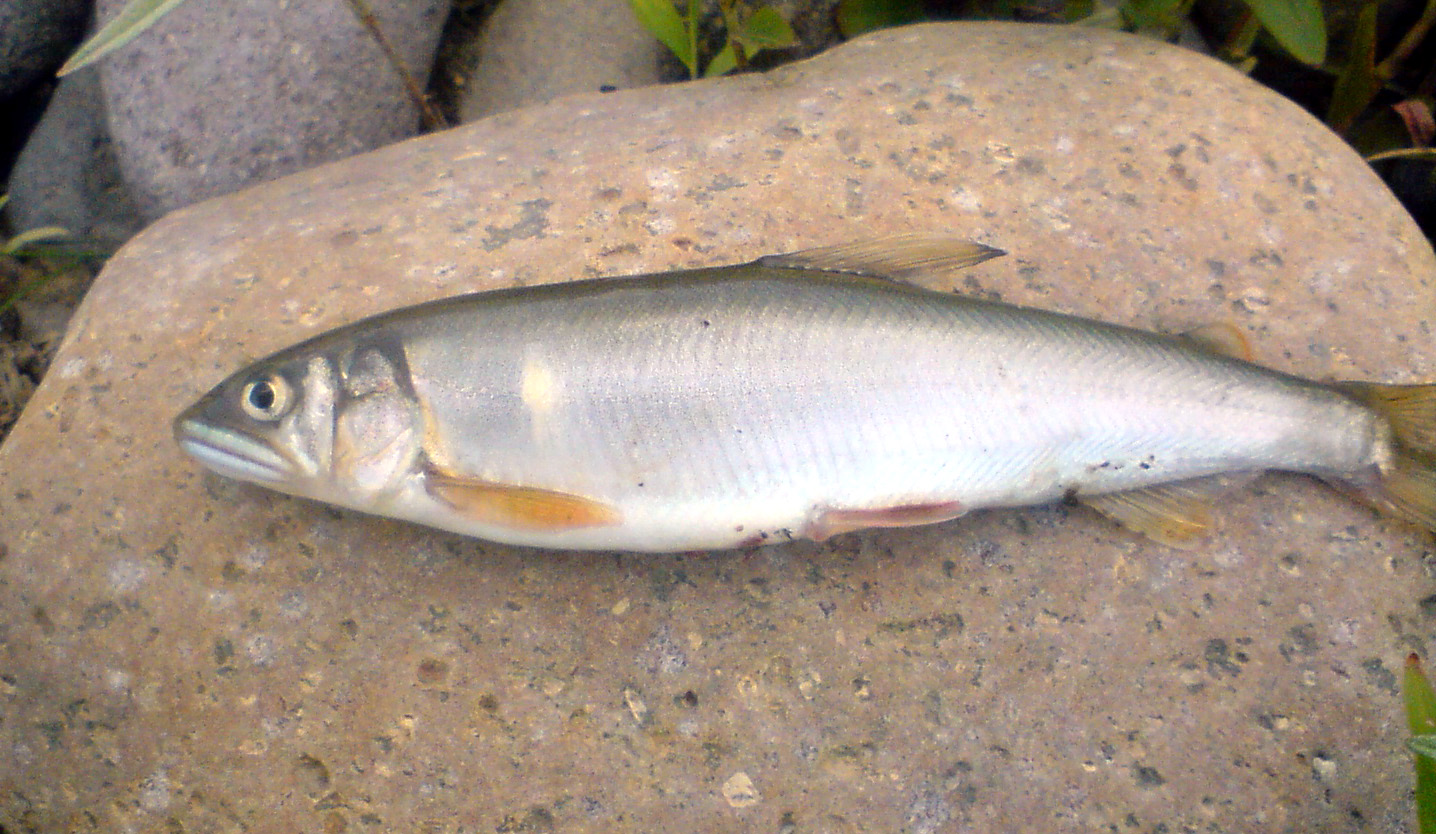
琵琶湖産コアユ

30センチメートルほどに成長する両側回遊型の海産系アユに対して、陸封型である琵琶湖産アユは10センチメートルほどにしか成長せずコアユとも呼ばれる。明治時代後期までオオアユとコアユは別種と捉えられていたが、動物学者の石川千代松による1908年以降の池中飼育試験および1913年以降の多摩川・宗谷川への放流実験によって、琵琶湖産アユが河川では大きく育ち、同種であることが実証された。アイソザイム分析の結果、海産アユからの個体群としての別離は10万年前と推定されている。
コアユは生態的にも特殊で、仔稚魚期に海には下らず、琵琶湖を海の代わりとして利用している。琵琶湖の流入河川へ遡上し、他地域のアユのように大きく成長するもの（オオアユ）と、湖内にとどまり大きく成長しないもの（コアユ）が存在する。河川に遡上しないコアユは、餌としてミジンコ類を主に捕食する。同じ琵琶湖に生息するビワマスでは海水耐性が発達せず降海後に死滅することが報告されているが、コアユにおいても海水耐性が失われている可能性が示唆されている。また、海産アユとの交雑個体も降海後に死滅していることが示唆されている。
産卵数は 海産アユより多く、他地域のアユと比べ縄張り意識が強いとされている。そのため友釣りには好都合で、全国各地の河川に放流されてきたが、琵琶湖産種苗の仔アユあるいは交配稚魚は海に下っても翌年遡上しないことが強く示唆されており、天然海産アユとの交配により子の海水耐性が失われ死滅することによる資源減少が懸念されている。

##### 国内外来魚として
アユは河川漁業・遊漁にとって重要な魚種として日本各地で種苗放流が行われていて、琵琶湖では各地に出荷する種苗としてアユが採捕されている。海産アユが海の環境によって資源量が大きく変動するのに対し、琵琶湖のアユは豊富であるだけでなく、低水温でも活性を保つ、成長が早い、なわばり意識が強く友釣りに反応しやすいなどの特徴があり種苗は重用され、とくに1990年代ごろは重量ベースで90パーセントを占めるなど、日本のアユ種苗を寡占していた。
遺伝学が発達し、同種であっても異なる系統のグループ間での交雑の問題点が認識されるようになったが、1970年代以降の複数の研究によって、川に放流された湖産系アユは海に流下したあと遡上する能力を持たないことと、そのために河川での繁殖に寄与してこなかったことが示唆された。産卵期にも違いがあることから河川での交雑の可能性は小さいが、完全には否定されない。飼育下では、水温や日照時間によって産卵期を調整できるため人為的な交配が可能で、とくに陸封集団では天然にも起きうる。野村ダム湖と八田原ダム湖の陸封集団に浸透交雑集団が報告されていて、天然集団に遺伝的撹乱をもたらすことが危惧されている。

### リュウキュウアユ
P. altivelis ryukyuensis Nishida, 1988。琉球列島固有亜種。アイソザイム分析の結果、日本本土産の海産アユからの別離は100万年前と推定されている。
絶滅危惧IA類 (CR)（環境省レッドリスト）
絶滅危惧種。

### 中国産亜種
中国産亜種（Plecoglossus altivelis chinensis）はXiujuan, et al. (2005) により、新亜種として記載された。朝鮮半島から中華人民共和国 – ベトナム国境地帯にかけての海岸に断続的に生息する。

### 朝鮮半島産個体群
朝鮮半島産は予備的な研究により日本産と遺伝的に有意の差があるとの報告がされている。

## 生活史

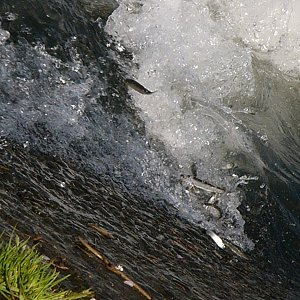
川を上るアユ。多摩川調布堰にて

アユの成魚は川で生活し、川で産卵するが、生活史の3分の1程度を占める仔稚魚期には海で生活する。このような回遊は「両側回遊」と呼ばれる。ただし、河口域の環境によっては、河口域にも仔稚魚の成育場が形成される場合もある。

### 産卵
親のアユは遡上した河川を流下し河川の下流域に降り産卵を行う。最高水温が20℃を下回る頃に始まり、最高水温が16℃を下回る頃に終了する。粒径 1ミリメートル程度の沈性粘着卵を夜間に産卵する。産卵に適した河床は、粒の小さな砂利質で泥の堆積のない水通しの良く砂利が動く場所が必要である。つまり、砂利質であってもヒゲナガカワトビケラの幼虫（俗称：クロカワムシ）などにより河床が固められた場所では産卵できない。産卵様式は、1対1ではなく必ず2個体以上のオスとの産卵放精が行われる。また、資源保護を目的として「付着藻類を取り除く」「河床を掘り起こし水通しを良くする」などの河床を産卵に適する環境に整備する活動が各地で行われている。
- 流速 : 毎秒40 - 100センチメートル
- 水深 : 10 - 60センチメートル
- 卵は河床表面から 5 - 10センチメートル に埋没

### 孵化
水温15℃から20℃で2週間ほどすると孵化する。孵化した仔魚はシロウオのように透明で、心臓やうきぶくろなどが透けて見える。孵化後の仔魚は全長約6ミリメートルで卵黄嚢を持つ。

### 仔稚魚期
仔魚は数日のうちに海あるいは河口域に流下し春の遡上に備える。海水耐性を備えているが、海水の塩分濃度の低い場所を選ぶため、河口から4キロメートルを越えない範囲を回遊する。餌はカイアシ類などのプランクトンを捕食して成長する。稚魚期に必要な海底の形質は砂利や砂で、海底が泥の場所では生育しない。全長約10ミリメートル程度から砂浜海岸や河口域の浅所に集まるが、この頃から既にスイカやキュウリに似た香りがある。この独特の香りは、アユの体内の不飽和脂肪酸が酵素によって分解されたときの匂いであり、アユ体内の脂肪酸は餌飼料の影響を受けることから、育ち方によって香りが異なることになる。香り成分は主に2,6-ノナジエナールであり、2-ノネナール・3,6-ノナジエン-1-オールも関与している。稚魚期には、プランクトンや小型水生昆虫、落下昆虫を捕食する。

### 遡上・成魚

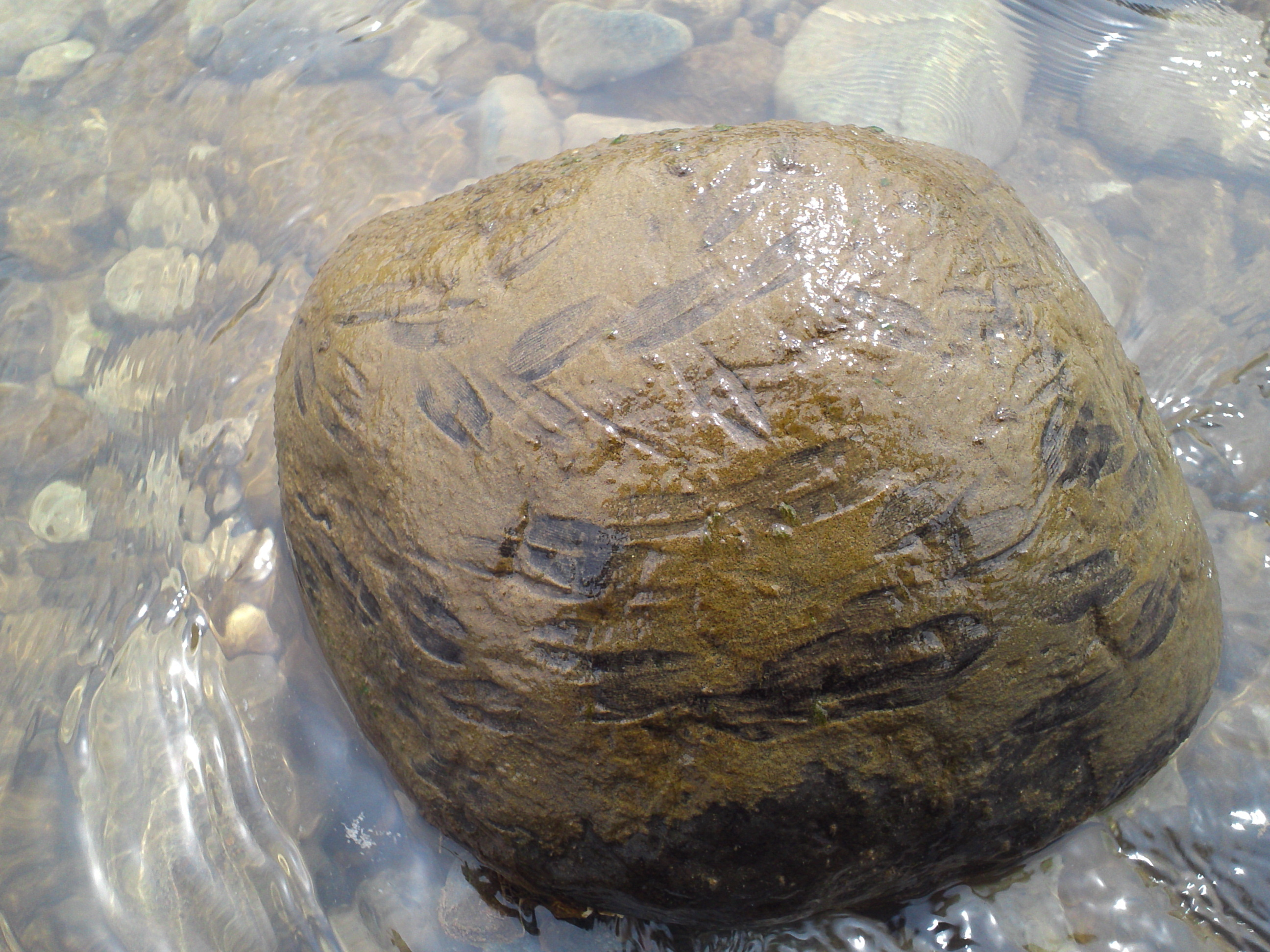
鮎の食み跡

体長59 - 63ミリメートルになると鱗が全身に形成され稚魚は翌年4 - 5月頃に5 - 10センチメートル程度になり、川を遡上するが、この頃から体に色がつき、さらに歯の形が岩の上の藻類を食べるのに適した櫛（くし）のような形に変化する。川の上流から中流域にたどり着いた幼魚は水生昆虫なども食べるが、石に付着する藍藻類および珪藻類（バイオフィルム）を主食とするようになる。アユが岩石表面の藻類をこそげ取ると岩の上に紡錘形の独特の食べ痕が残り、これを特に「はみあと（食み跡）」という。アユを川辺から観察すると、藻類を食べるためにしばしば岩石に頭をこすりつけるような動作を行うので他の魚と区別できる。
多くの若魚は群れをつくるが、特に体が大きくなった何割かの若魚はえさの藻類が多い場所を独占して縄張りを作るようになる。一般には、縄張りを持つようになったアユは黄色みを帯びることで知られている。特にヒレの縁や胸にできる黄色斑は縄張りをもつアユのシンボルとされている。アユの視覚は黄色を強く認識し、それによって各個体の争いを回避していると考えられている。縄張りは1尾のアユにつき約1メートル四方ほどで、この縄張り内に入った他の個体には体当たりなどの激しい攻撃を加える。この性質を利用してアユを掛けるのが「友釣り」で、釣り人たちが10メートル近い釣竿を静かに構えてアユを釣る姿は日本の夏の風物詩になっている。
夏頃、若魚では灰緑色だった体色が、秋に性成熟すると「さびあゆ」と呼ばれる橙と黒の独特の婚姻色へ変化する。成魚は産卵のため下流域への降河を開始するが、この行動を示すものを指して「落ちあゆ」という呼称もある。産卵を終えたアユは1年間の短い一生を終えるが、広島県太田川、静岡県柿田川などの一部の河川やダムの上流部では生き延びて越冬する個体もいる。太田川での調査結果からは、越年アユは全て雌である。また、再成熟しての産卵は行われないと考えられている。

## 飼育
アユの観賞魚用としての飼育自体は稀であるが、コアユ（陸封型）であれば可能である。また、遡上型のアユも稚アユの時期より育てれば可能である。高水温に弱いため夏場の温度管理が重要である。食性は主に植物性であるが、コアユの場合は動物性がより強いので、稀に動物プランクトンも食べる。また、観賞魚として水槽内で飼育した場合は成熟までに至らないケースが多いため、1年から3年は生きる。

## 日本におけるアユ
日本では代表的な川釣りの対象魚であり、重要な食用魚でもある。地方公共団体を象徴する魚として指定する自治体も多い。稚魚期を降海し過ごすアユ (Plecoglossus altivelis altivelis) は、琵琶湖産コアユと区別するため、海産アユとも呼ばれる。
群馬県・岐阜県・奈良県では県魚に指定されている。
江戸時代から評判の高い多摩川の鮎は幕府に「御用鮎」として上納されていた。

### 食材
特に天然アユを中心に、出まわる時期が限られていることから、初夏の代表的な味覚とされている。
日本各地のアユの胃の内容物に関する調査の結果、濁りが多い川のアユは胃に泥を多く持ち、食味にも泥臭さが出る。この場合、はらわたを除去することで泥臭さを避けることもできる。一方、泥が少ない川では胃にも泥が含まれず、食味も大幅に改善する。同じ川でも、遡上量が多く川底がアユによって「掃除」されたような年には風味も良くなる。
日本では一般に、魚は刺身で食するのが最良とされている（割主烹従）が、アユについては例外的に塩焼きが最良とされている。一般に初夏のものはアユの独特の香気を味わい、晩夏のものは腹子を味わうとされている。

#### 焼き物・揚げ物
アユは、初夏から夏の季節を代表する食材として知られ、清涼感をもたらす食材である。特に初夏の若アユが美味とされ、若アユの塩焼きや天ぷらは珍重される。鮎は蓼酢で食べるのが一般的だが、ほかにも蓼味噌を添える場合もある。塩焼きにした後に残った骨はさらに炙り、熱燗の日本酒を注ぐ骨酒とすることができる。

#### 生食
刺身や洗いなどの生食が行われることがある。アユは横川吸虫という寄生虫の中間宿主であり、食品安全委員会はこの観点から生食は薦められないとしている。
刺身にするには、旬のアユを冷水で身を締め、洗いや背越しにする。特に背越しは骨の柔らかいアユの特徴的な調理方法で、ウロコや内臓を除去したのち、骨や皮ごと薄く輪切りにしたもので、清涼感のある見栄えや独特の歯ごたえを楽しむ。酢や蓼酢などで食することでもアユの香気を味わうことができる。
酢や塩に浸け酢飯と合わせて発酵させるなれずしの「鮎寿司」や、「姿寿司」、「押し寿司」、「柿の葉寿司」、「笹寿司」などを作る地方がある。JR京都駅の名物駅弁ともなっている。
アユの腸を塩辛にした「うるか」は、珍味として喜ばれる。うるかを作るには、腹に砂が入っていない（空腹になっている）夜間・朝獲れの鮎が好しとされる。

#### 煮物
琵琶湖周辺などでは稚魚の氷魚の佃煮や、成魚の甘露煮（小鮎の甘露煮）も名物として製造販売されている。

#### 雑炊
岐阜県の郷土料理で、鮎を使用した鮎雑炊があり、5月から10月に食される。

#### シラス
シラス漁においては、海で過ごしているアユ仔魚・稚魚が混獲されることがある。しかし、この場合は独特の香りが製品につくのでむしろ嫌われる。また、アユの仔稚魚は茹でると黄色になる。

#### アユ節
乾燥させた鮎節は和食の出汁としても珍重される。また、鮎の干物からとった「水出汁」は、極めて上品。

### 漁法

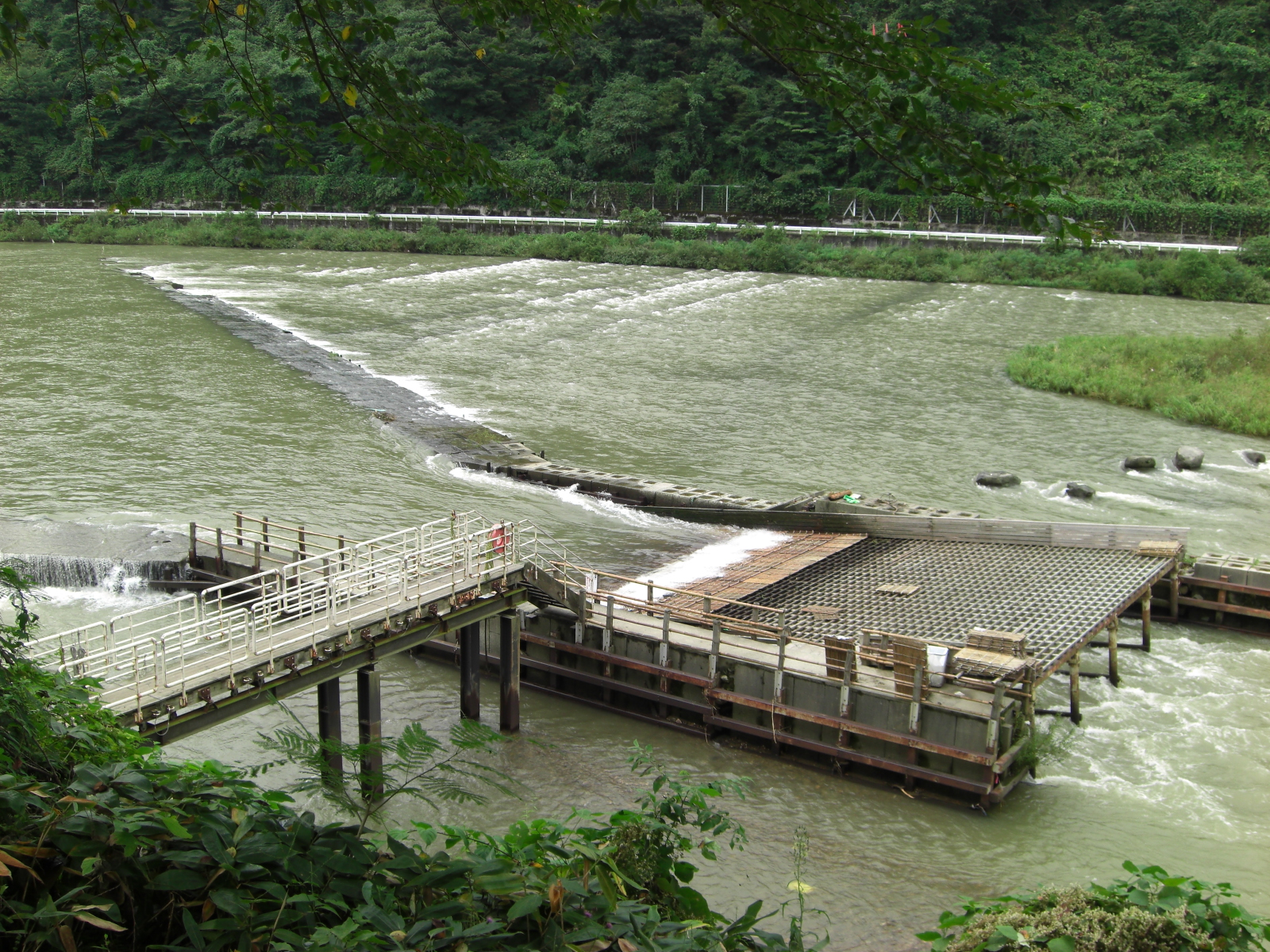
簗が設置された河川

アユの若魚は刺し網、投網、産卵期に川を下る成魚は簗（やな）などで漁獲される。岐阜県の長良川などでは、ウミウを利用した鵜飼いも知られる。

#### 友釣り
アユにターゲットを絞った漁法として、アユが縄張りを持つ性質を利用した友釣りがある。長い釣り竿を使う。

#### 毛鉤釣り
仔魚期から稚魚期の主要な餌は水生昆虫や水面落下昆虫であるため、毛鉤やサビキ仕掛けで釣れることもある。ただし、水産資源保護の観点から11月-5月は禁漁である。また、解禁された後も漁業権が設定された河川では、入漁料を支払う必要がある。

### 養殖
アユは高級食材とされており、内水面で養殖される魚種としてはウナギに次ぐ生産高を誇る。養殖は、食用とするための成魚の養殖と、遊漁目的の放流用種苗稚魚の養殖とが日本各地で行われ、稚魚養殖し天然河川に放流した個体を『半天然』と呼ぶこともある。一部では完全養殖も行われる。この際には、主として、天然の稚魚を3月から4月に捕獲し淡水で育成する方法が採用される。実際、「河口付近の川で採捕した河川産稚アユ」「河口付近の海洋回遊中に採捕した海産稚アユ」「湖や湖に注ぐ河口で採捕した湖産稚アユ（コアユ）」が種苗として供給されている。完全養殖の場合、一時海水中で飼育することもあり、餌はシオミズツボワムシなどのワムシ類、アルテミア幼生、ミジンコなどが使用される。
|                  |          |              |            |            |
| 植物プランクトン | ワムシ類 | 甲殻類の幼生 | カイアシ類 | ミジンコ類 |

#### アユ養殖の歴史
アユの養殖の始まりは諸説ある。養殖の実験は、石川千代松らにより1904年より琵琶湖で行われたのが最初とされている。1923年には琵琶湖産の稚魚が京都市の清滝川に放流された。1960年代になると遊漁種苗の育成が盛んに行われるようになる。当初は琵琶湖産アユが養殖種苗として利用されていたが、海産の稚魚の利用も1929年に中野宗治の研究により開始された。なお、養殖アユの生産量は、最盛期の1988年には1万3,600トンあまりあったが、2001年に8,100トン、2005年には5,800トン程度まで減少した。
21世紀初頭には流水池での養殖池を行い脂肪分を減少させる事や、配合飼料に藍藻、緑茶抽出物を添加することで動物質飼料由来の香りを抑制するなど、養殖方法にも工夫が加えられ養殖ものの食味を天然物に近づける努力もなされている。さらに、電照飼育により性的成熟を遅らせ、「越年アユ」として販売される場合もある。

#### 飼育方法・放流・生け簀
アユについての漁業権のある河川では、漁協によって毎年4 - 5月頃に10 - 15センチメートル程度のサイズの稚魚の放流が行われる。
アユの養殖時の飼育適温は15 - 25℃であり、養殖用の生け簀（池）は長方形、円形など様々な形状のものが利用される。餌は、かつてはカイコの蛹粉末や魚の練り餌が使用されたが、現在では魚粉や魚すり身を主成分とした固形配合飼料が与えられる。アユは短期間に成長させる必要がある。このため、常に飽食量に近い量が給餌される結果、残った餌により養殖池の水質が悪化し、感染症が発生し易くなるという問題が生じやすい。また密度管理も重要である。これは、感染症対策をとる必要があるばかりでなく、生育密度が高いと共食いが発生しやすいためでもある。

#### 天然物と養殖物の違い
天然物と養殖物の違いとしては主に以下のようなものがある。
- 特有の香り
  - 養殖魚にはない。
- 脂肪
  - 天然アユと養殖アユの比較では、養殖アユのほうが脂肪を約3倍多くもつ。とはいえ、魚体自体は大きなものではないし、一般にはそう頻繁に食する魚ではないので、カロリーの観点では脂肪分の差は無視できるレベルである。一方、脂肪が多いということはビタミンD、ビタミンEといった脂溶性の栄養素をより多く含んでいることになる。栄養摂取の観点からも内臓ごと食するとより多くの栄養を摂取することができる[33]。

#### ブランド
- 柑味鮎 - フルーツ魚のアユのブランド名として柑味鮎がある。主な生産地は、滋賀県、徳島県、和歌山県、愛知県、静岡県。
- 金鮎 - 魚体が金色の鮎。藻と水質により生じるものと考えられ、大正年間の時点で全国に10箇所程度しか存在しないとされていた[45]。

### アユの感染症
養殖において感染症が問題となる。例えば、グルゲア症が発生した場合、治療法がなく発病群の全個体を処分し池および関連器材を消毒しなければならない。
| 病名                                   | 病原体                                                             | 特徴的な症状                                       | 特徴的な症状                 | 特徴的な症状                             |
| 病名                                   | 病原体                                                             | 体表、鰭                                           | えら（鰓）                   | 内臓、筋肉                               |
| -------------------------------------- | ------------------------------------------------------------------ | -------------------------------------------------- | ---------------------------- | ---------------------------------------- |
| 冷水病                                 | フラボバクテリウム・サイクロフィラム(Flavobacterium psychrophilum) | 体表や尾柄部のびらん、潰瘍、下顎の出血             | 貧血                         | 内臓の貧血                               |
| ビブリオ病                             | Vibrio anguillarum                                                 | 体表や鰭の基部、肛門周辺の出血、体幹部の褪色やスレ |                              | 内臓・筋肉の出血                         |
| 細菌性鰓病                             | フラボバクテリウムの一種(Flavobacterium branchiophila)             | 鰓蓋が開いたまま                                   |                              | 鰓のうっ血、多量の粘液分泌、鰓弁の棍棒化 |
| シュードモナス病（細菌性出血性腹水症） | Pseudomonas plecoglossicida                                        | 下顎の発赤・出血、肛門の拡張                       | 軽度の貧血                   |                                          |
| 真菌性肉芽腫症                         | ミズカビ類の一種（Aphanomyces piscicida)                           | 皮膚の剥離、潰瘍や肉芽腫の形成                     |                              | 真菌の伸長による発赤                     |
| ボケ病                                 | 不明                                                               | 鰓蓋が開いたままになる                             | 鰓弁の腫脹と棍棒化、鰓の褪色 |                                          |
| ミズカビ病                             | ミズカビ類のサプロレグニア属のカビなど                             | カビの集落を形成後、表皮組織が崩壊                 |                              |                                          |
| グルゲア症                             | 微胞子虫の一種(Glugea plecoglossi)                                 | 乳白色で球形のグルゲアシストが体の各部位に形成     |                              |                                          |

### 放流用種苗に係わる問題
前述の様に、当初は琵琶湖産アユが養殖種苗として利用されていたが、海産の稚魚の利用もされているが、外部からの新規個体が導入されない環境で継代飼育されることが多く養殖場の環境に適応した個体のみが残ることとなり、飼育しやすい反面、単一の形質をもつ遺伝的な多様性に欠ける集団となる。その結果、環境ストレスに対する耐性（例：主たる捕食者のカワウからの回避能力）を低下させると共に、継代人工種苗が親魚となった自然界での再生産のサイクルが良好に機能しない原因となっている可能性が指摘されている。しかし、遺伝的多様性を維持するために、養殖メスと野生オスを交配させ次世代の種苗とすることで遺伝的多様性の維持をはかることが可能である。

### 天然アユ復活への取り組み
流域下水道の整備による水質浄化、かつて生息していた河川の清掃、直線化した河川構造の改造、産卵床の整備などを通した天然アユ復活の試みは日本国内各地（島根県、多摩川）で行われている。例えば神戸市灘区都賀川は、かつてゴミとヘドロで埋め尽くされた「どぶ川」だった。「都賀川を守ろう会」が、1976年より、戦前のように魚とりなどができるようにと活動を続け、ゴミを引き上げたり、車に拡声器を積み川を汚さないようにと訴えてきた。陳情を受けた兵庫県も魚道の整備、産卵用の砂を敷き、川を蛇行させて流れを緩やかにした。その結果、毎年2,000匹ほどが遡上し、産卵も行われるようになった。

### 文学
鮎は三夏の季語。鮎の子・若鮎は晩春の季語。

### 命名
和菓子の一種に、鮎を形取って小麦粉を焼いて作った皮で求肥をはさんだものがあり、「鮎」または「若鮎」と呼ばれる。

## 参考画像

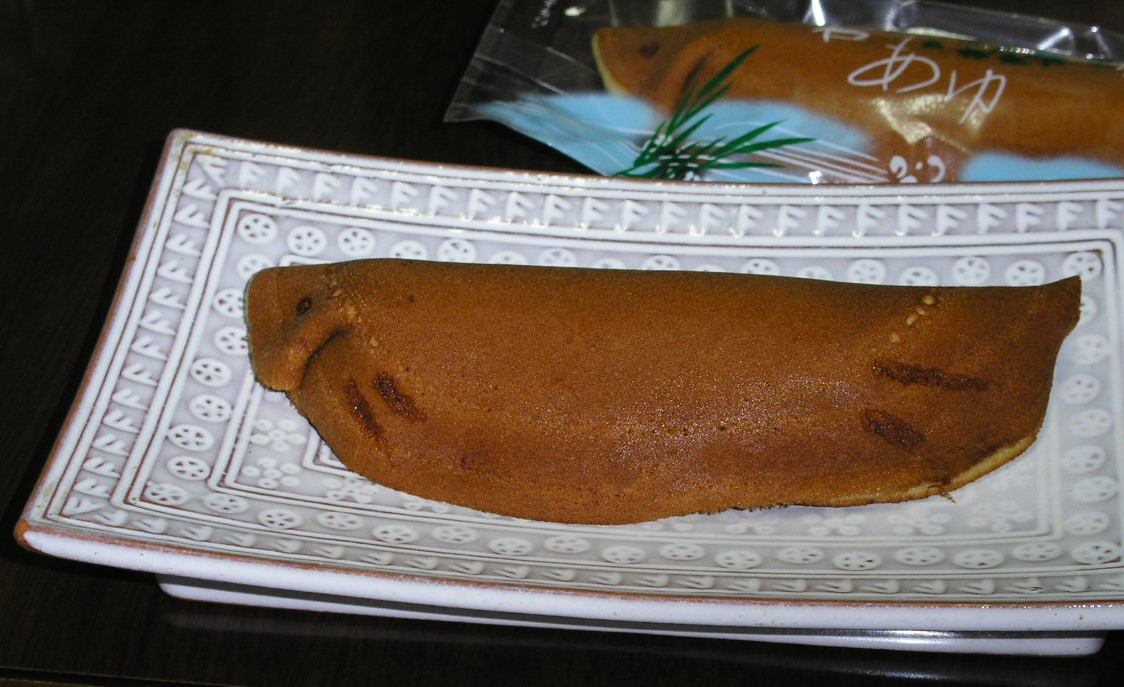
アユを模した和菓子の「鮎」
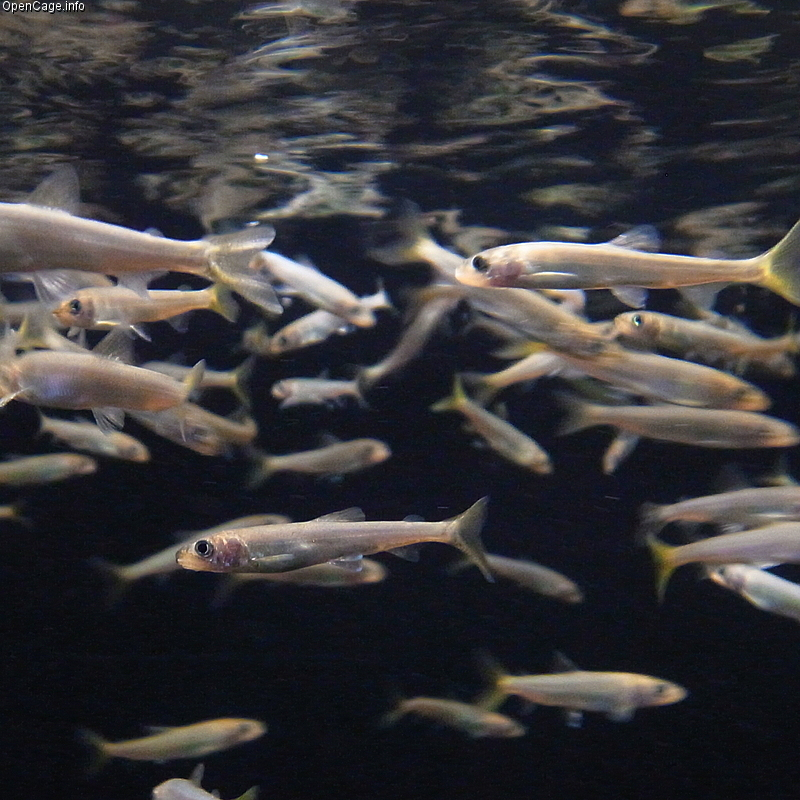
飼育される稚魚
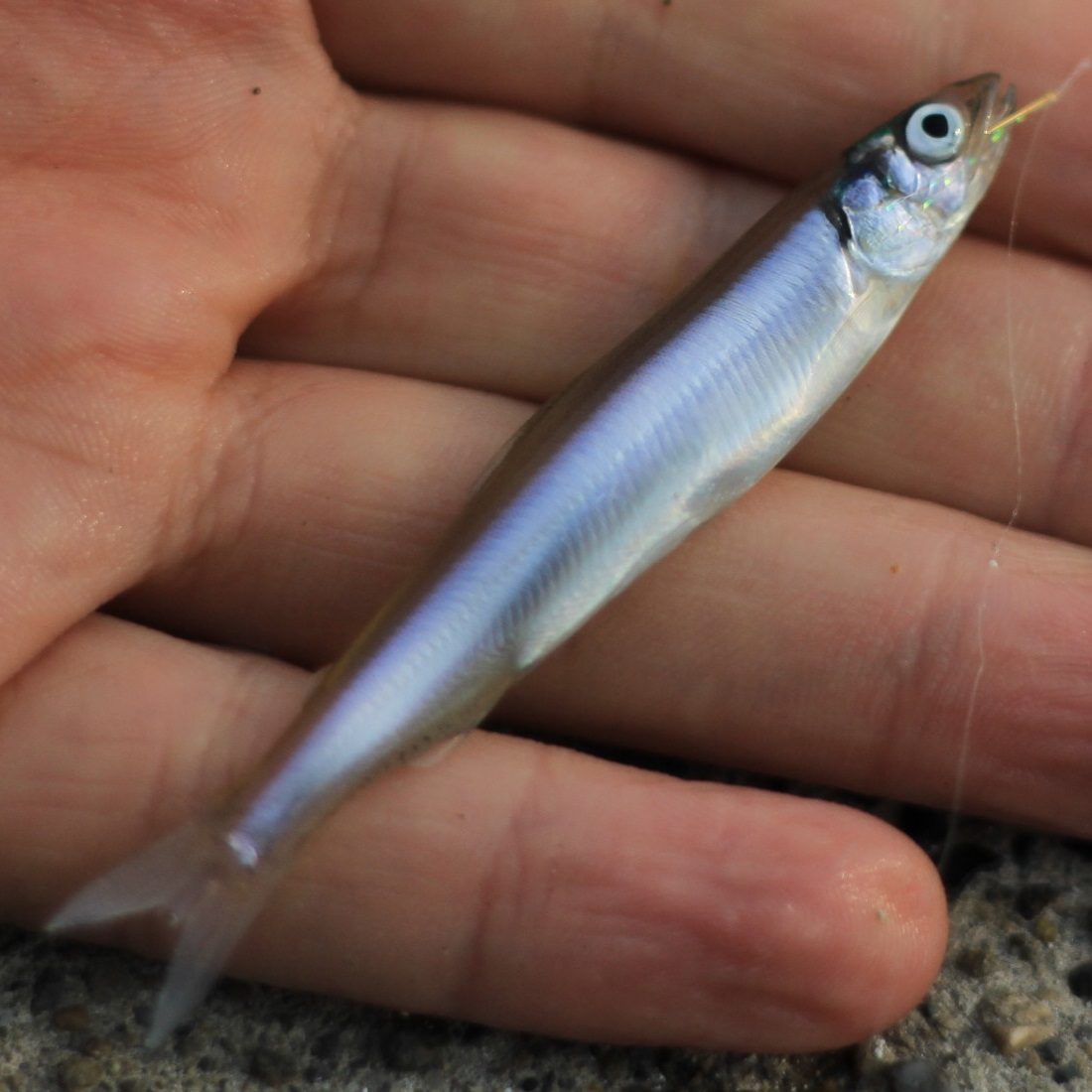
釣れた稚鮎
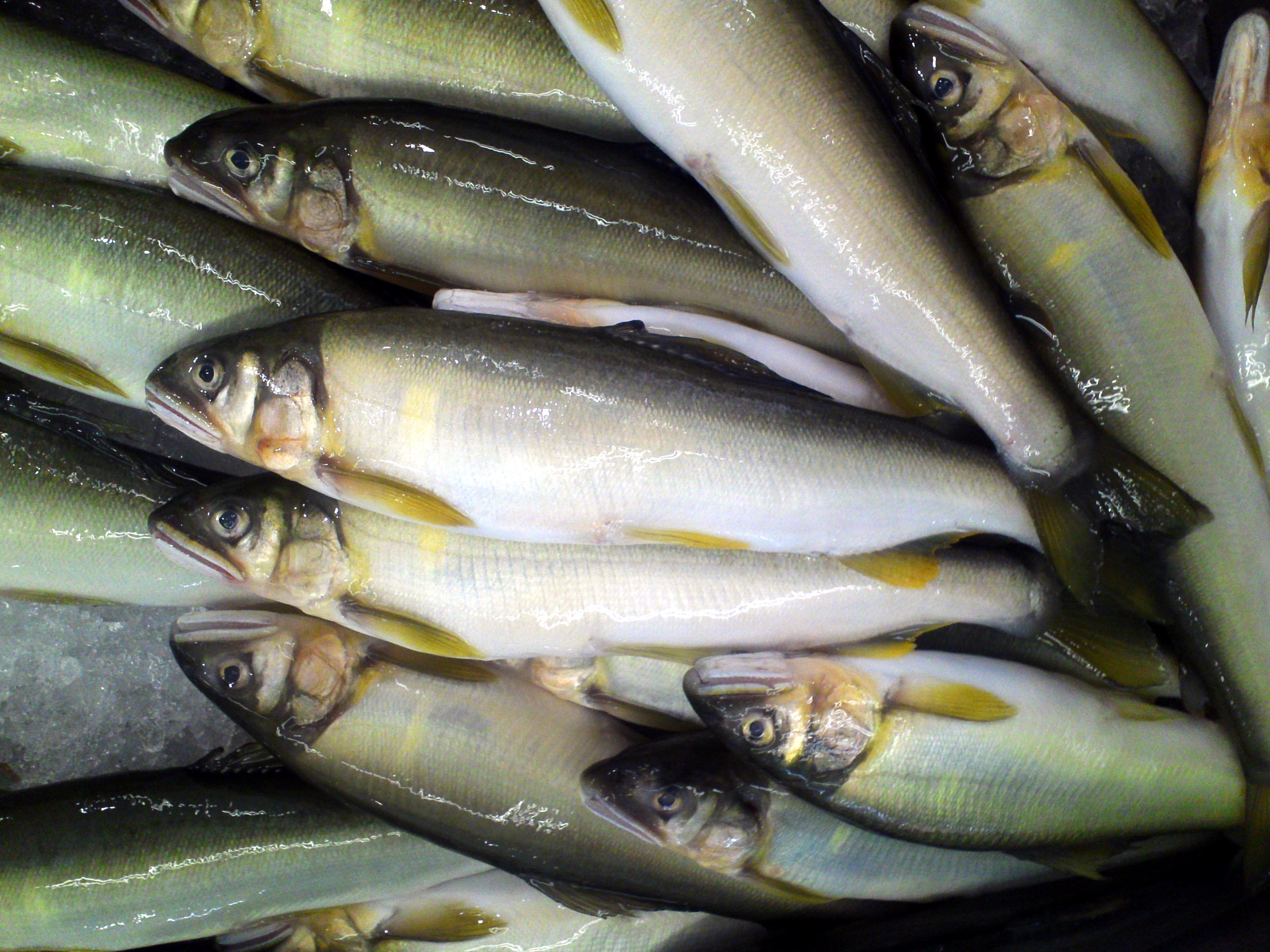
販売される養殖アユ